# Žirany
Žirany é um município da Eslováquia, situado no distrito de Nitra, na região de Nitra. Tem 15,56 km² de área e sua população em 2018 foi estimada em 1.343 habitantes.

## Demografia
| Ano:        | 1994 | 2004   | 2014   | 2024   |
| ----------- | ---- | ------ | ------ | ------ |
| Broj ljudi: | 1257 | 1344   | 1363   | 1346   |
| Razlika:    |      | +6,92% | +1,41% | -1,24% |

| Ano:               | 2023 | 2024   |
| ------------------ | ---- | ------ |
| Número de pessoas: | 1352 | 1346   |
| Diferença:         |      | -0,44% |